# Королевская полиция Таиланда
Королевская полиция Таиланда (тайск. ตำรวจแห่งชาติ) — название национальной полиции Таиланда. В Королевской полиции работает от 210 700 до 230 000 сотрудников, что составляет примерно 17 % всех гражданских служащих страны (за исключением военных и работников государственных предприятий). Зачастую Королевская полиция признается четвёртой вооруженной силой Таиланда. Это связано со сходством традиций, структуры, умений и подготовки Королевской полиции с армией Таиланда. А будущие офицеры полиции должны окончить Академию Вооруженных сил Таиланда вместе с курсантами подразделений вооруженных сил. Также полицейские проходят военное обучение, подобное армии, но с дополнительным упором на правоохранительную деятельность.

## История

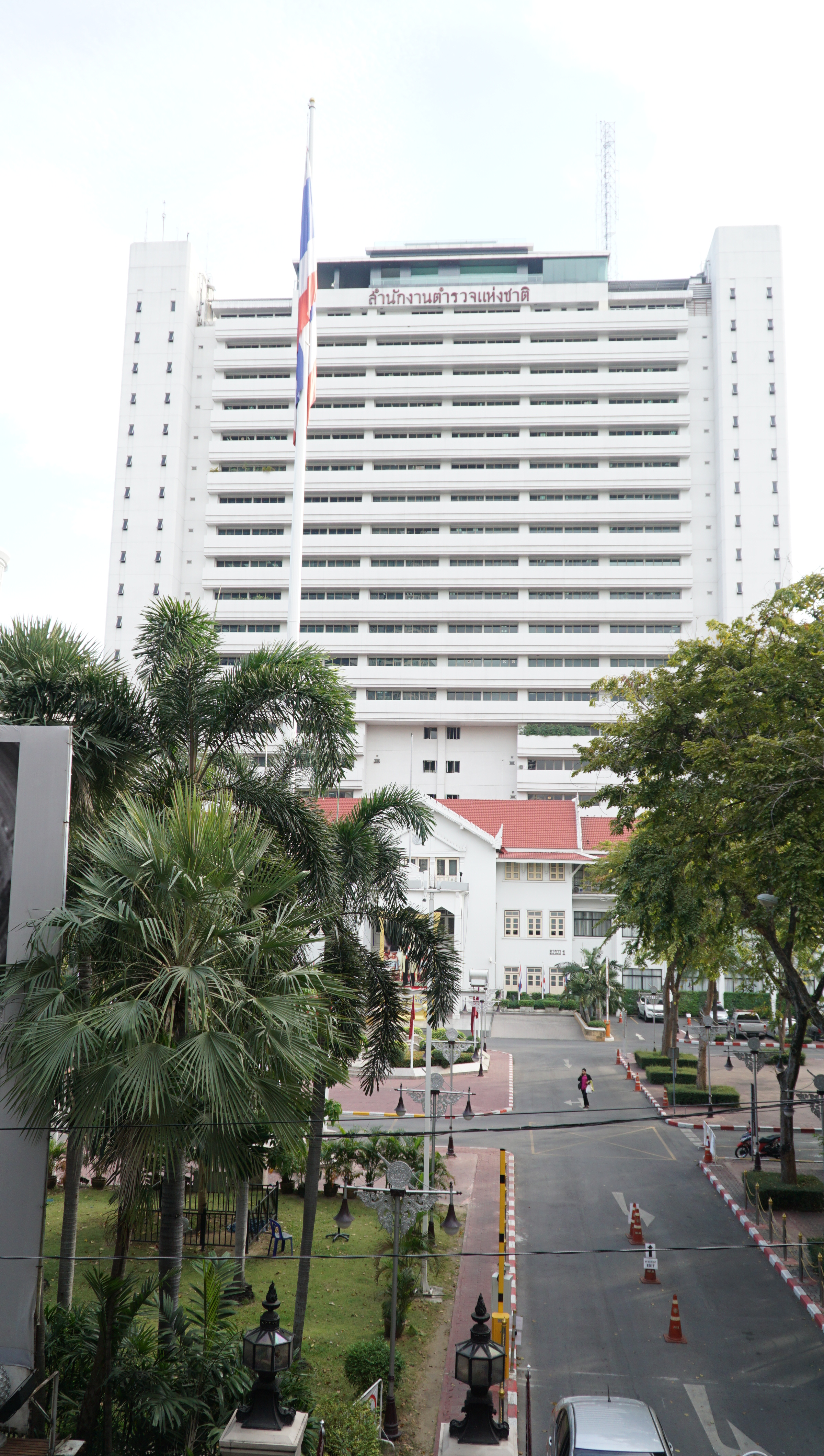
Штаб-квартира Королевской полиции

В 1998 году Королевская полиция Таиланда была переведена из министерства внутренних дел Таиланда непосредственно под управление премьер-министра. Полиция получила новое название на английском языке: «Royal Thai Police» (RTP). Должность её командира была изменена с «Генерального директора Полиции» на «Генерального комиссара Королевской полиции Таиланда».

## Структура Королевской полиции
Тайская полиция состоит из нескольких служб, и каждая из них обладает своими полномочиями.

### Штаб Королевской полиции
- Генеральный комиссар Королевской полиции Таиланда

### Пограничная полиция Таиланда
Пограничная полиция Таиланда создана в начале 1950-х годов при содействии со стороны ЦРУ США. В этом департаменте насчитывается 40 000 служащих. Наряду с выполнением своей основной миссии, Пограничная полиция также участвует в реализации многочисленных социальных гражданских программ в интересах жителей удаленных районов Таиланда и горных племен. Подразделения Пограничной полиции участвовали в строительстве школ и административных зданий, работе медицинских пунктов в сельской местности, а также строительстве взлетно-посадочных полос на местных аэродромах.
- Штаб-квартира Пограничной полиции
  - Главный штаб Пограничной полиции
- Подразделение обучения тактике
- Отдел поддержки
- Госпиталь
- Воздушно-десантное подразделение
  - Контртеррористическая группа Naresuan 261[англ.]
- Центр скаутского движения
- Региональные отделения 1, 2, 3 и 4.
- Учебный центр по борьбе с повстанцами
- Морская и воздушная служба спасения

### Центральное бюро расследований
Юрисдикция Национального координационного штаба распространяется на всю территорию страны. Центральное бюро расследований было создано для оказания помощи как провинциальным, так и столичным подразделениям Королевской полиции в предотвращении и пресечении преступной деятельности и в минимизации угроз национальной безопасности.
- Специализированные подразделения. Такие как: железнодорожные, морские, автомобильные, технологическая полиция, полиция экономических преступлений и полиция лесных хозяйств. Эти подразделения используют современное технические средства, а также проходят узкое, специализированное обучение[3].
- Пять других отделов:
  - Отдел по борьбе с преступностью (тайск. กองบังคับการปราบปราม) — один из крупнейших отделов в бюро. Этот отдел несёт ответственность за проведение большинства расследований уголовных преступлений по всему королевству. Подразделение по чрезвычайным ситуациям справляется с общественными беспорядками, саботажем, мошенничеством, нелегальными азартными играми, торговлей наркотиками и деятельностью организованной преступности. Также отдел отвечает за дела, связанные с политикой, в частности за выборы.
  - Специальная служба, которую критики иногда называют «политической полицией». Служба несёт ответственность за предотвращение диверсионной деятельности, выступает в качестве основной разведывательной службы тайской полиции, а также отвечает за защиту высокопоставленных лиц.
  - Отдел уголовных дел собирает и ведет записи, необходимые для проведения полицейской работы, включая досье и отпечатки пальцев известных преступников. А также лиц, подозреваемых в совершении преступлений.
  - Отдел криминалистических лабораторий где технические специалисты проводят необходимые для расследований химические и физические анализы.
  - Отдел лицензирования. В его обязанности входит регистрация и лицензирование огнестрельного оружия, транспортных средств, игорных заведений и других предметов и предприятий, как того требует закон.

### Управление по борьбе с наркотиками
Бюро является ведущим агентством по борьбе с наркотиками в Таиланде.

### Управление материально-технического обеспечения

#### Отдел полицейской авиации
Авиапарк:
- 1 самолёт Fokker 50
- 2 самолёта Casa CN — 235—200 M
- 2 вертолёта Airbus Helicopters H175[4]
- 5 вертолётов Eurocopter EC155B-1
- 2 вертолёта Eurocopter AS365N3+ Dauphin
- 9 вертолётов Bell 412
- 15 вертолётов Bell 212
- 26 вертолётов Bell 205
- 16 вертолётов Bell 206
- 6 вертолётов Bell 429

### Провинциальное полицейское подразделение
Провинциальная полиция формирует крупнейшие оперативные подразделения Королевской полиции Таиланда как в персонале, так и в географическом масштабе. Её возглавляет командир, который подчиняется генеральному комиссару полиции. Отдел управляется через четыре полицейских района. Провинциальная полиция обеспечивает безопасность каждого города и деревни по всему королевству, кроме Бангкока и приграничных районов. Таким образом Провинциальная полиция в большинстве случаев является главным представителем власти центрального правительства на большей части территории страны.
В 1960-х и начале 1970-х годов, когда полиция принимала все более активную роль в операциях по борьбе с повстанцами, стало очевидным отсутствие координации между силами безопасности, действующими в сельских районах. Наблюдатели отметили, что общие усилия полиции умаялись из-за противоречивой организационной структуры и централизованной системы контроля, требующей принятия решений по большинству вопросов руководством, которое находится в Бангкоке.
Реорганизация Провинциальной полиции в 1978 и 1979 годах дала больше полномочий четырём генерал-лейтенантам полиции, которые служили региональными комиссарами провинциальной полиции. Впоследствии старшие офицеры каждого региона не только контролировали всю провинциальную полицию, существующую в их регионе, но и направляли туда полицейские подразделения железных дорог, дорожную и лесную полицию, не ожидая разрешения из Бангкока. Хотя такое изменение увеличило нагрузку на региональную штаб-квартиру, это привело к повышению эффективности и совершенствованию правоохранительной деятельности.
Провинциальный полицейский отдел разделен на 10 регионов, охватывающих 76 провинций Таиланда, за исключением Бангкока и приграничных районов:
- Регион 1 — Аюттхая
- Регион 2 — Чонбури
- Регион 3 — Накхонратчасима
- Регион 4 — Кхонкэн
- Регион 5 — Чиангмай
- Регион 6 — Пхитсанулок
- Регион 7 — Накхонпатхом
- Регион 8 — Сураттхани
- Регион 9 — Сонгкхла
- Регион южных приграничных районов — Яла
- Специальные подразделения

### Бюро полицейского образования
Бюро подготовки полиции отвечает за подготовку сотрудников по новейшим методикам правоохранительной деятельности и использованию современного оружия. Бюро управляет Королевской полицейской академией в Сэма Фран провинции Накхонпатхом, детективной школой в Банг-Каене, столичной полицейской школой в Банг-Каене и учебными центрами провинциальной полиции в Накхонпатхом, Лампанг, Накхонратчасима и Яла. Также Бюро контролирует ряд полигонов, созданных и укомплектованных для обучения своих подразделений оперативным действиям и борьбы с повстанцами.

### Туристическая полиция

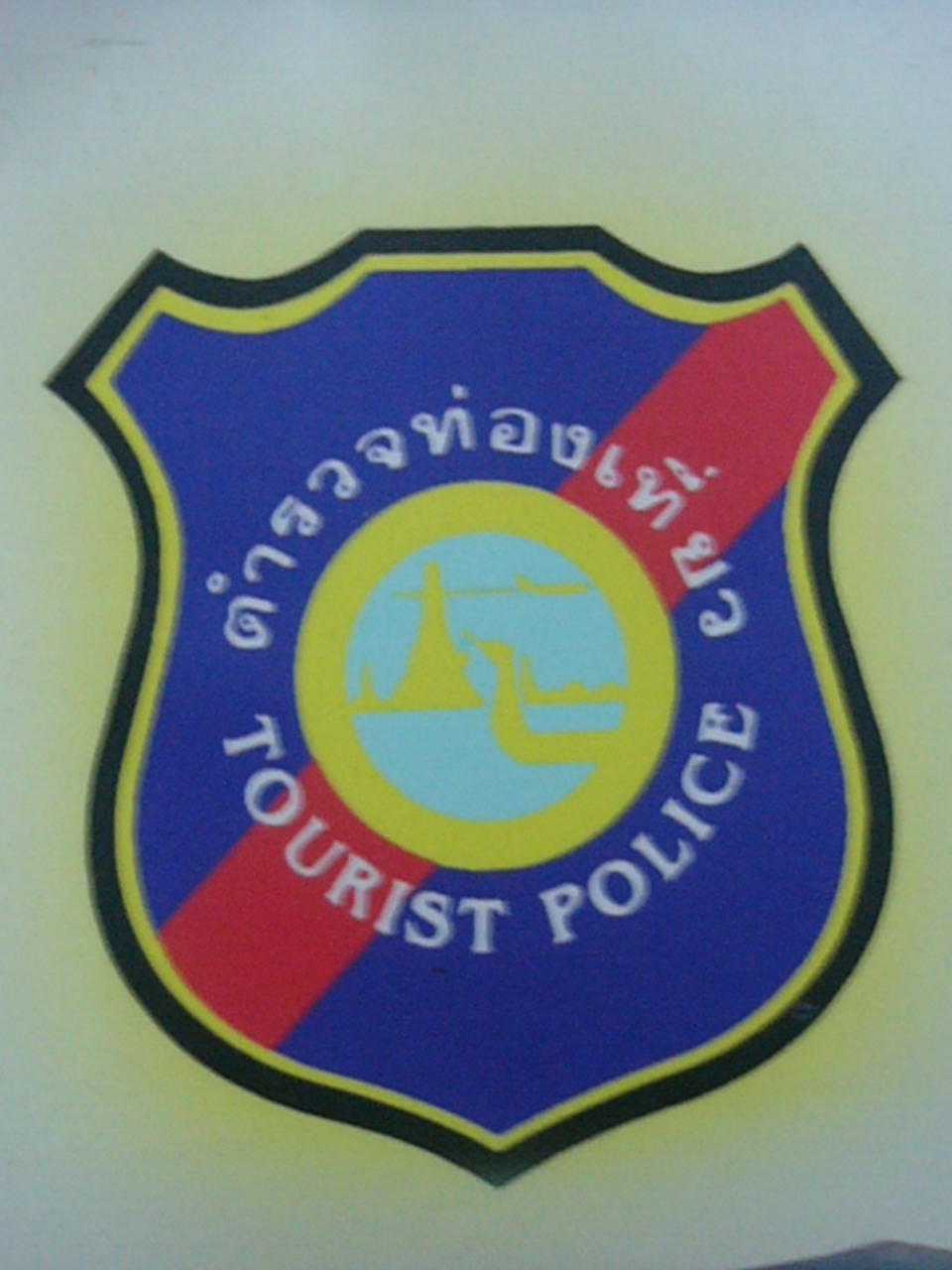
Эмблема Туристической полиции

Туристическая полиция является службой, которая не обладает полицейскими полномочиями и в значительной степени отвечает за составление отчетов для страховых компаний в отношении жертв краж и других преступлений связанных с туристами. В более серьёзных случаях Туристическая полиция составляет отчеты о преступлениях, которые впоследствии передаются регулярной полиции в Бангкоке. С недавних пор в Туристическую полицию принимают иностранных граждан, проживающих в Таиланде.
По словам корреспондента Reuters Эндрю Маршалла: «В Таиланде Туристическая полиция создана специально для того, чтобы у иностранцев было как можно меньше контактов с обычной полицией. В обратном случае это могло бы отпугнуть потенциальных туристов, которые так важны для Таиланда».
В Туристической полиции служат 1700 полицейских.

### Миграционное бюро
Миграционное бюро отвечает за выдачу виз и управление иммиграцией в Таиланд. Планируется отделить это бюро от Королевской полиции, чтобы оно стало независимым органом.

### Столичное полицейское управление

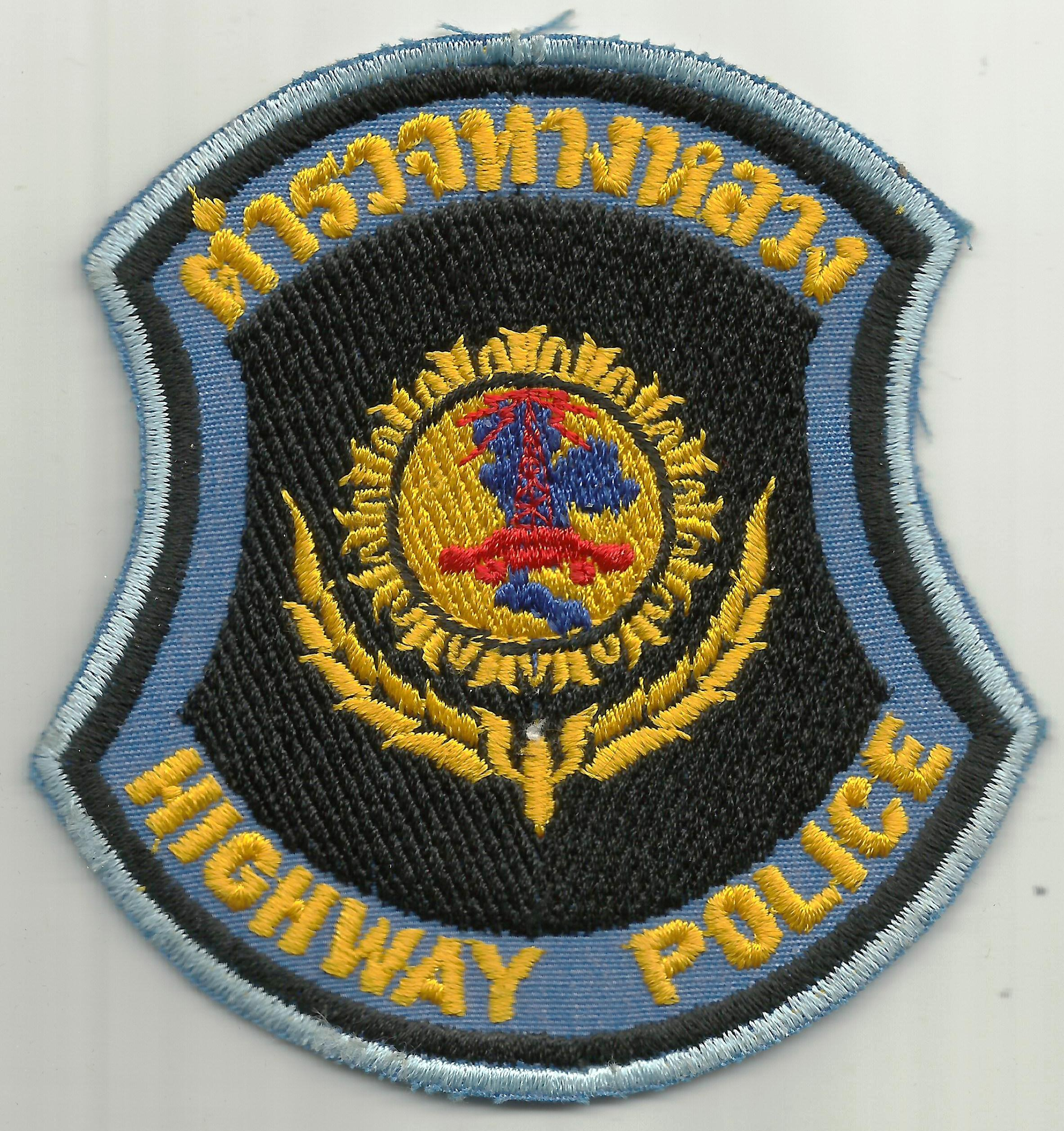
Эмблема дорожной полиции

Отвечая за безопасность и правоохранительную деятельность в Бангкоке и его пригородах, столичная полиция, вероятно, является наиболее заметной и общеизвестной из всех подразделений тайской полиции. Столичная полиция во многом унифицирована. Действует под командованием комиссара, который имеет звание генерал-майора полиции. Ему помогают шесть заместителей комиссара. Организационно это управление состоит из трёх дивизий, каждая из которых служит в одном из трёх городских районов: северном Бангкоке, южном Бангкоке и Тон-Бури. Все вместе они составляют около сорока полицейских участков, которые работают круглосуточно. В дополнение к пешим патрулям, столичная полиция использует моторизованные подразделения, служащих с собаками, строительную охрану, и сотрудников, которые специализируются на работе с несовершеннолетними. Отдел дорожной полиции также предоставляет конвой и почетный караул для короля и сановников. Отвечает за предотвращение незаконных демонстраций и разгон беспорядков в столице.

#### Отдел патрулирования и специальных операций (191 Специальная служба полиции)
- Отдел специальных операцийArintharat 26

#### Дорожная полиция
Отдел дорожной полиции начал свою работу в 1927 году. Сотрудники этого отдела теперь несут ответственность за патрулирование дорог. В дополнение к своим прямым обязанностям сотрудники этого отдела работают над повышением безопасности дорожного движения, занимаются преступлениями связанными с транспортными средствами и преступным использованием дорожной сети. Часто они поддерживают другие подразделения, поскольку они постоянно патрулируют дороги в пределах их зоны деятельности.

### Тайские военные в качестве полиции
29 марта 2016 года приказом, подписанным временным правительством, Королевским вооруженным силам были предоставлены широкие полномочия полиции по пресечению и аресту любого, кого они подозревают в преступной деятельности без ордера; а также тайно задерживать их почти в любом месте без предъявления обвинения на срок до семи дней. Банковские счета могли быть заморожены, а документы и имущество конфискованными. В результате у военных было больше власти, чем у полиции, а контроля за их действиями — меньше.
Правительство отметило, что цель этого распоряжения состоит в том, чтобы дать возможность военным «… предотвращать преступления такие как вымогательство, торговля людьми, нарушения прав детей, азартные игры, проституция, а также не направлены на то, чтобы запугать несогласных с политикой людей. Ответчики в делах с военными будут проходить через обычный судебный процесс, причем полиция будет главным следователем … судебное разбирательство будет проводиться в гражданских судах, а не в военных. Кроме того, этот приказ не лишает право обвиняемых подавать жалобы на военнослужащих, которые злоупотребляли своей властью».
Национальный совет для мира и порядка, который действовал в то время, заявил, что причиной таких действий является то, что у полиции недостаточно сотрудников, хотя в Королевской полиции служило около 230 000 человек, что составляет 344 полицейских на 100 000 человек в Таиланде, что более чем в два раза больше, чем в Мьянме и на Филиппинах, в полтора раза больше, чем в Японии и Индонезии.
Несмотря на такие заверения, многие правозащитные организации выступили с критикой решения правительства Таиланда.

## Личный состав
Полицейские силы Таиланда насчитывают около 230 000 сотрудников. Около восьми процентов (18 400 человек) составляют женщины. Для сравнения, на Филиппинах доля женщин-полицейских составляет 20 процентов, 18 процентов — в Малайзии и 30 процентов — в Швеции. В Королевской полиции насчитывается примерно 400 женщин-следователей.
Женщины впервые были допущены в Королевскую полицейскую кадетскую академию в 2009 году. С тех пор её окончили около 700 женщин-офицеров. 280 мест ранее зарезервированных для женщин на 2019 год будут отменены. Раньше, в 2018 году, Королевская полиция запрещал женщинам выполнять «служебные обязанности». Обоснованием было то, что женщинам препятствуют домашние обязанности, поэтому они менее эффективны, чем мужчины. Женщины по-прежнему смогут стать полицейскими по другим направлениям. Например, женщины с юридическими степенями по-прежнему смогут проходить обучение.
Начальник Полиции Chakthip Chaijinda объяснил это решение тем, что курсанты полиции должны пройти начальный период обучения в Подготовительной школе Академии вооруженных сил. А последняя не принимает в свои ряды курсантов женщин. В свою очередь критики говорят, что новая политика нарушает Закон о гендерном равенстве 2015 года, конституцию, 20-летнюю национальную стратегию Таиланда, а также международные конвенции, запрещающие дискриминацию по половому признаку.

## Транспорт

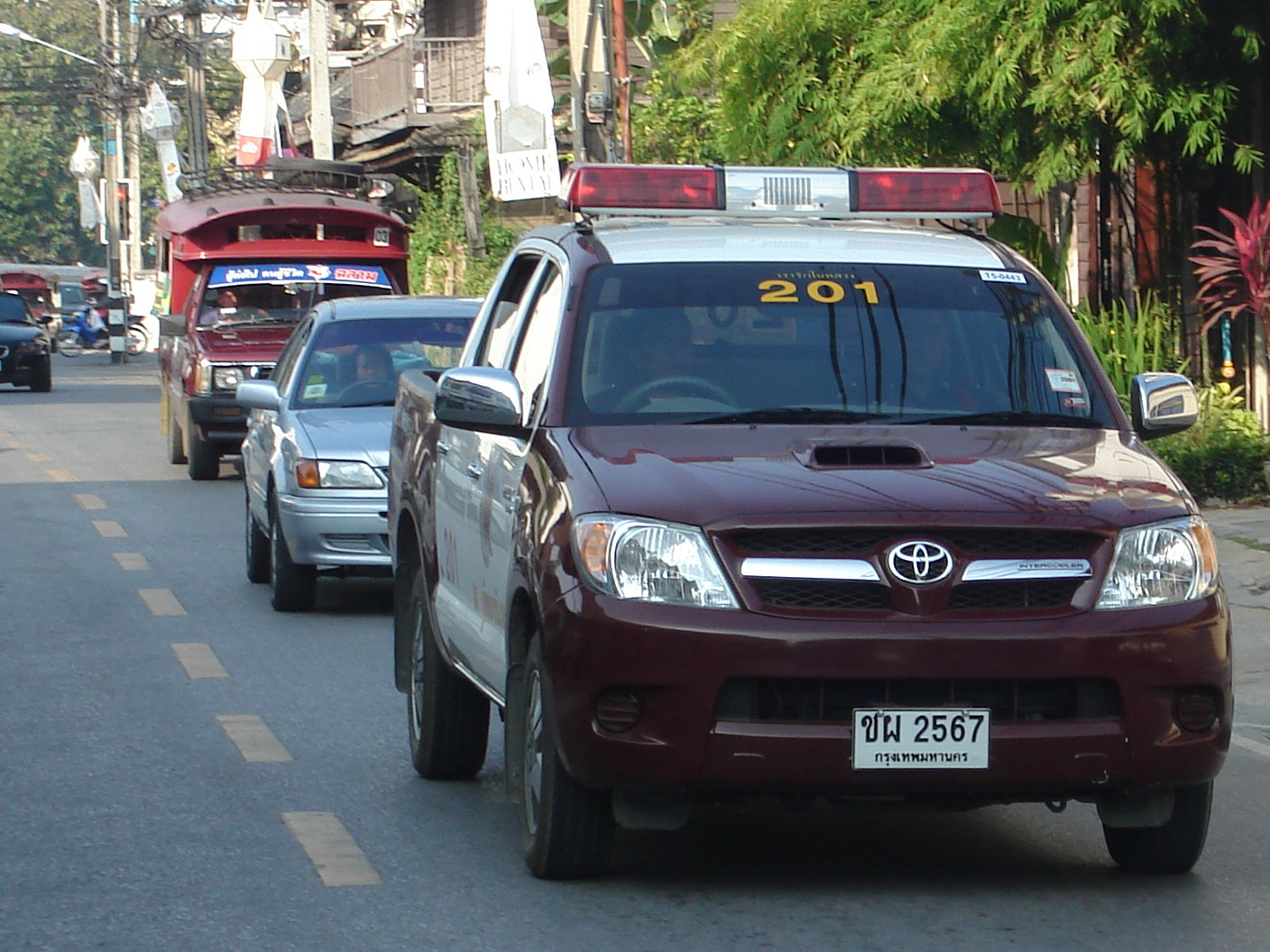
Полицейская машина Toyota Hilux

Королевская полиция, особенно провинциальные силы, широко использует пикапы и внедорожники. Для регулирования движения и патрулирования в городах также используются легковые автомобили и мотоциклы. В патрульных машинах обычно есть радары скорости, алко-тестеры и аварийные аптечки первой помощи. Также полиция использует моторикши, минивэны, велосипеды, вездеходы, лодки и вертолёты.
Цвета транспортных средств Королевской полиции различаются в зависимости от класса, региона и вида выполняемых обязанностей. Бангкокские столичные полицейские машины черно-белые. Провинциальные полицейские машины окрашиваются в темно-бордовый и белый цвет. А дорожная полиция — темно-бордовая и жёлтая.

## Вооружение
Королевская полиция Таиланда не имеет какого то стандартного огнестрельного вооружения. Полицейские должны купить собственный пистолет, который доступен в Таиланде, и которые они могут себе позволить. Если полицейский не может позволить себе пистолет, он может купить его, взяв рассрочку в своем полицейском кооперативе.
Одним из самых популярных пистолетов является M1911, который легко можно найти в Таиланде. Glock 19 Parabellum — ещё один популярный, хотя и более дорогой вариант. В середине 2015 года, Королевский комиссар полиции Таиланда, инициировал программу, по которой сотрудники полиции могли приобрести пистолеты SIG Sauer P320 американского производства по цене 18 000 бат за штуку. Рыночная цена на этот пистолет в Таиланде в несколько раз выше. Такая цена стала возможной благодаря специальному освобождению от импортных квот и пошлин. В декабре 2017 года 150 000 пистолетов SIG Sauer P320SP стали доступны для покупки по цене 23 890 бат. Кроме того, управление Королевской полиции распределило 55 000 новых пистолетов в полицейские участки по всей стране.
Хотя тайская полиция не выпускает пистолеты, правительственные органы выпускают длинноствольное оружие. Стандартными для полиции являются автоматы Heckler & Koch MP5 и FN P90, ружья Remington 870, карабин M4 и винтовки M16 .
| Фото               | Модель            | Тип                         | Калибр               | Страна происхождения | Заметки                                                                                      |           |
| Пистолеты          | Пистолеты         | Пистолеты                   | Пистолеты            | Пистолеты            | Пистолеты                                                                                    | Пистолеты |
| ------------------ | ----------------- | --------------------------- | -------------------- | -------------------- | -------------------------------------------------------------------------------------------- | --------- |
|                    | M1911             | Полуавтоматический пистолет | .45 ACP              | США · Таиланд        | Тайские пистолеты M1911A1, изготовленные по лицензии локально известны как пистолет типа 86. |           |
|                    | Glock             | Полуавтоматический пистолет | 9 × 19 мм Парабеллум | Австрия              |                                                                                              |           |
|                    | SIG Sauer P320SP  | Полуавтоматический пистолет | 9 × 19 мм Парабеллум | Германия             | В декабре 2017 года было предоставлено 150 000 шт для покупки сотрудниками полиции.          |           |
|                    | Beretta Px4 Storm | Полуавтоматический пистолет | 9 × 19 мм Парабеллум | Италия               |                                                                                              |           |
| Ружья              |                   |                             |                      |                      |                                                                                              |           |
|                    | Remington 870     | Дробовик                    | 12 калибр            | США                  |                                                                                              |           |
| Пистолет-пулемёты  |                   |                             |                      |                      |                                                                                              |           |
|                    | HK MP5            | Пистолет-пулемёт            | 9 × 19 мм Парабеллум | Германия             |                                                                                              |           |
|                    | FN P90            | Пистолет-пулемёт            | 5,7 × 28 мм          | Бельгия              |                                                                                              |           |
| Штурмовые винтовки |                   |                             |                      |                      |                                                                                              |           |
|                    | M16               | Штурмовая винтовка          | 5,56 × 45 мм НАТО    | США                  |                                                                                              |           |
|                    | M4                | Штурмовая винтовка          | 5,56 × 45 мм НАТО    | США                  |                                                                                              |           |
|                    | FN FAL            | Боевая винтовка             | 7,62 × 51 мм НАТО    | Бельгия              |                                                                                              |           |

## Автопарк
- Toyota Hilux
- Toyota Camry
- Моторикши

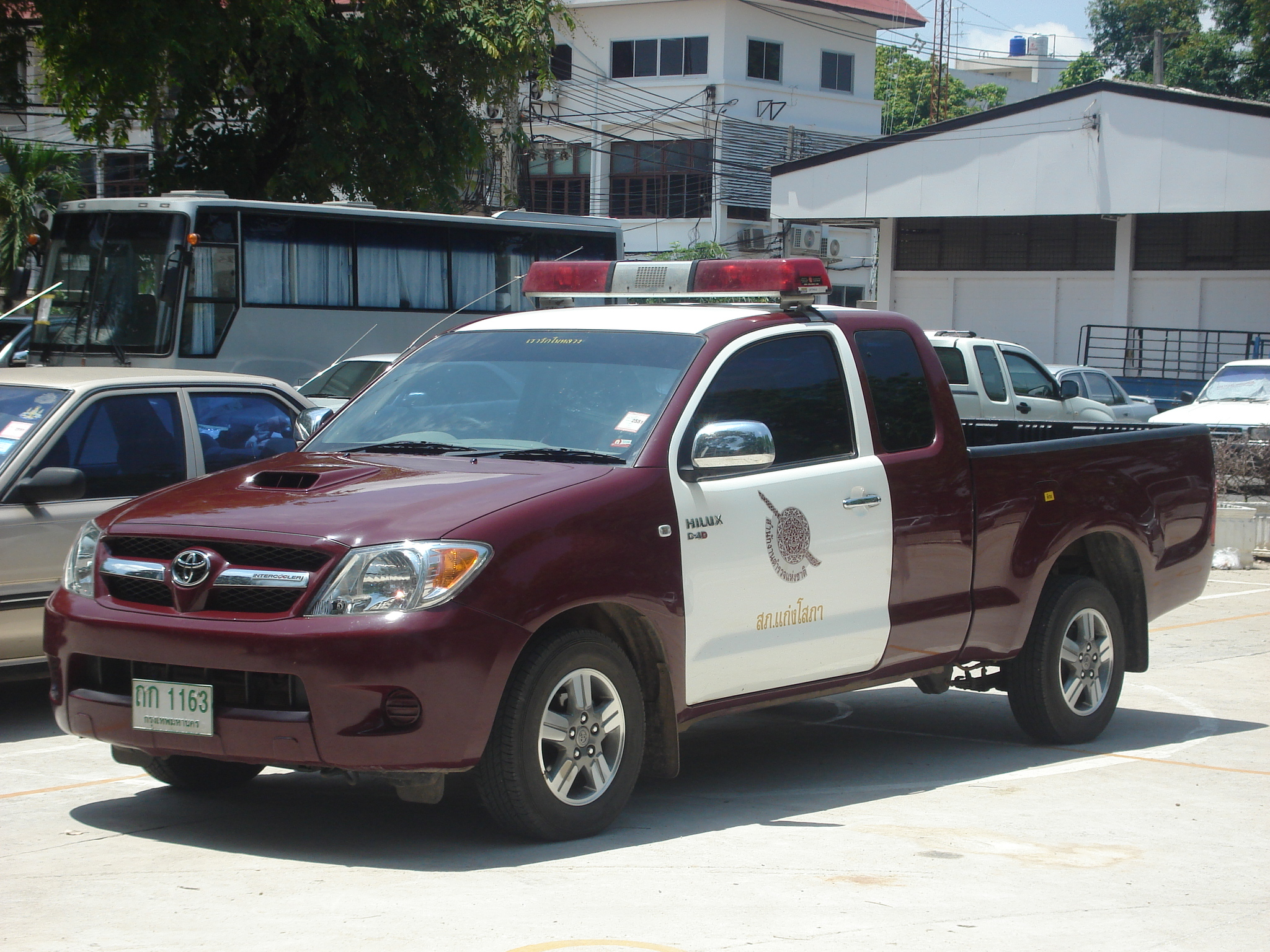
Полицейская машина Toyota Hilux
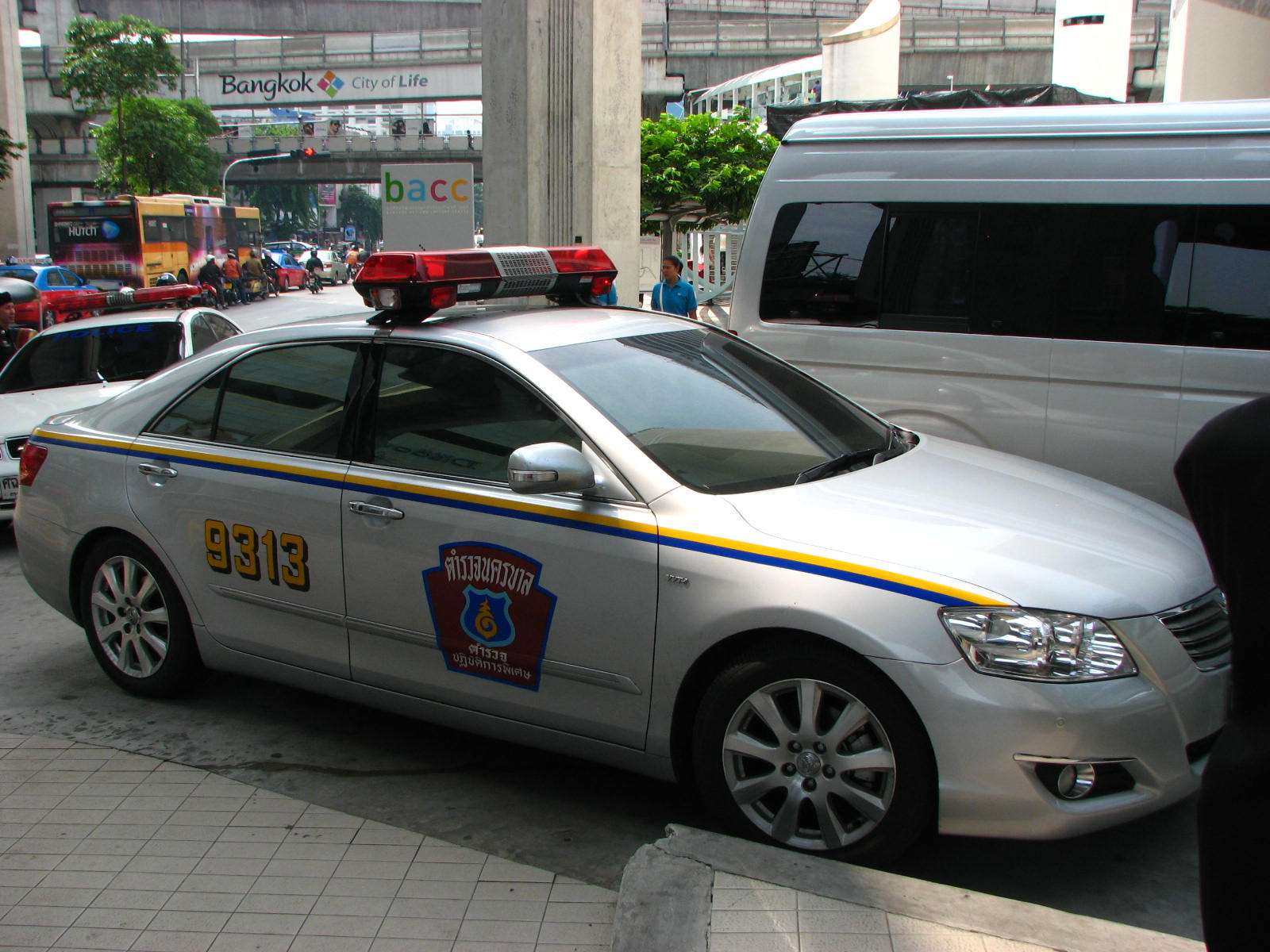
Автомобиль патрульной полиции Toyota Camry VVTi
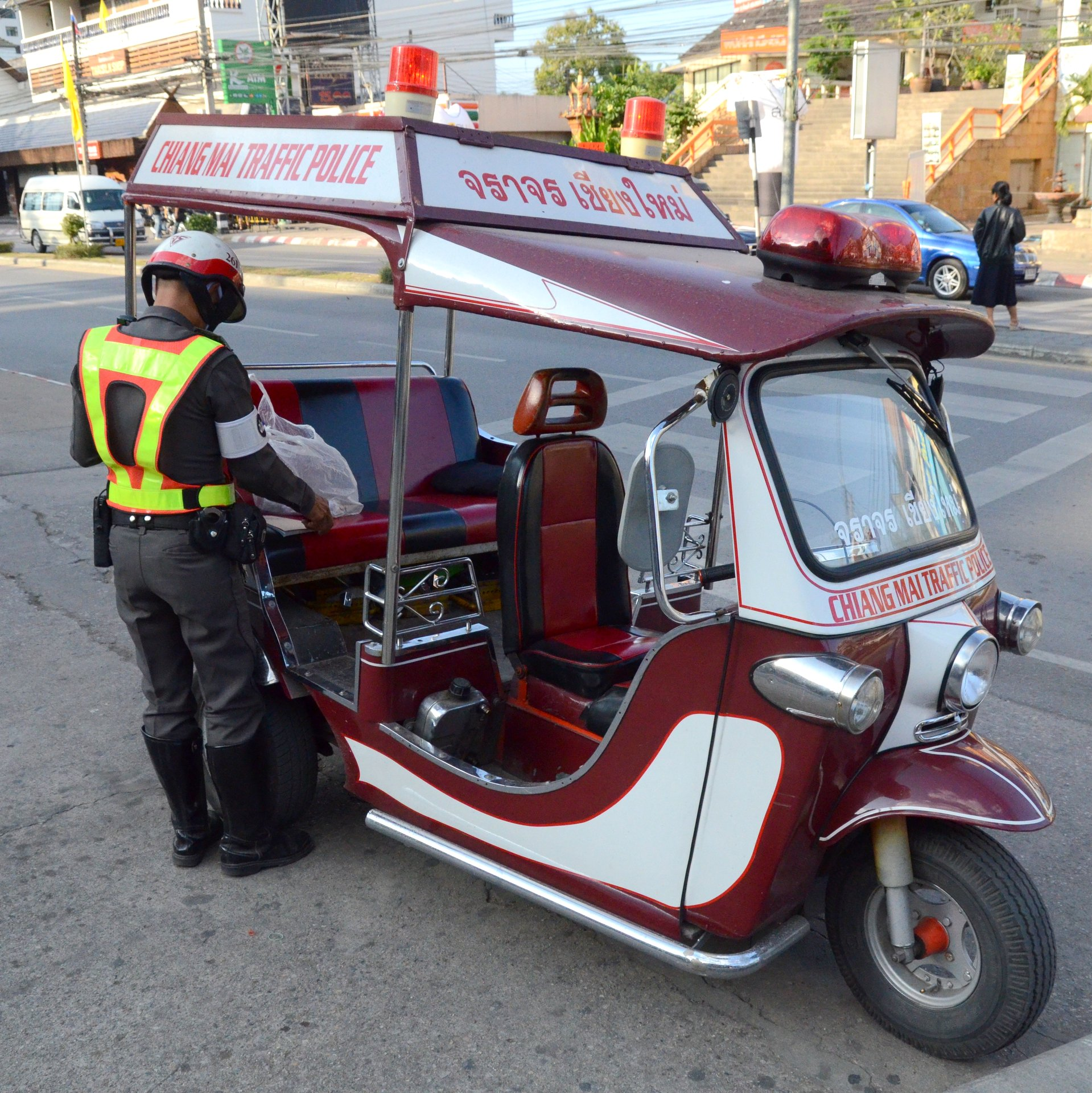
Моторикша используемая полицией
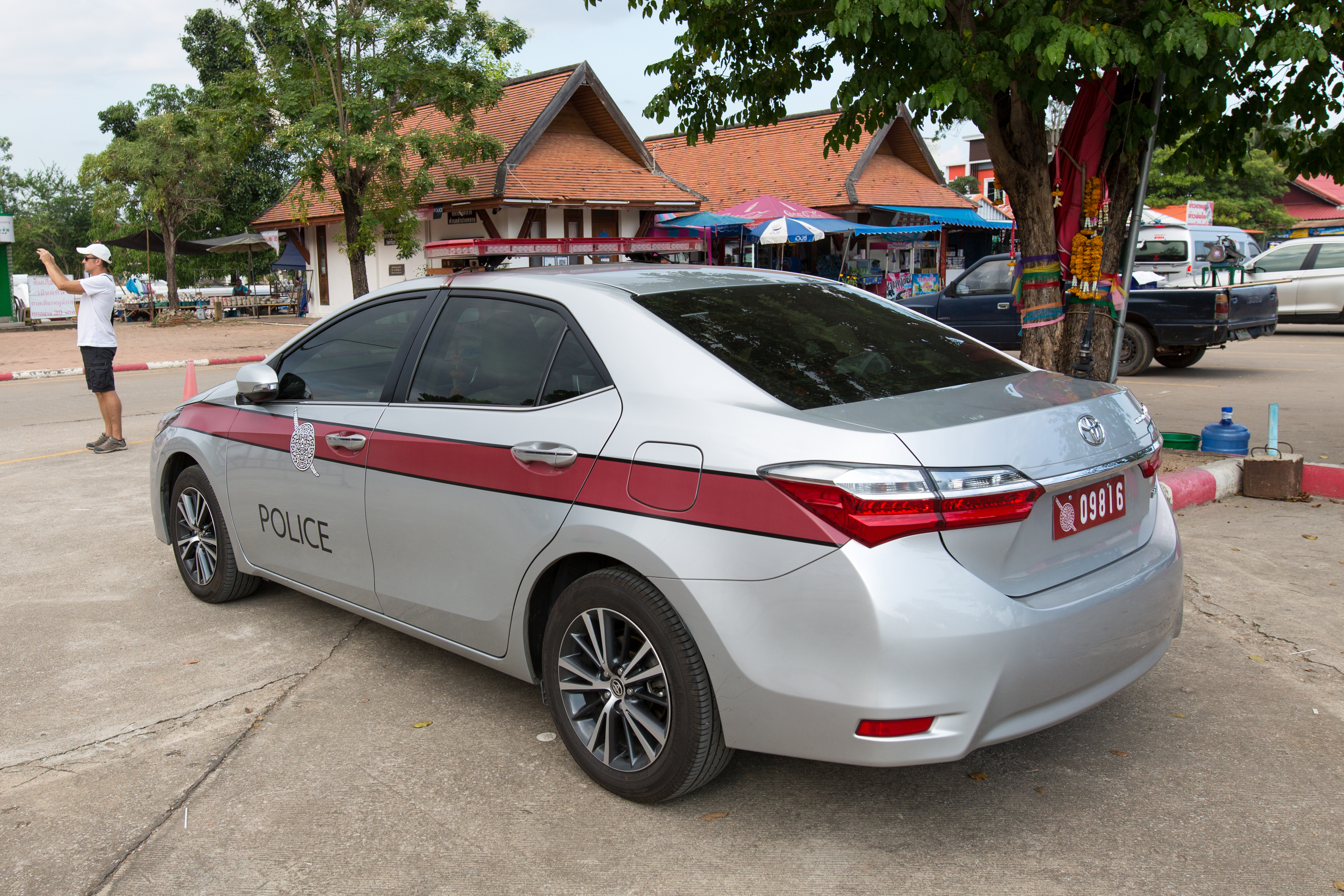
Полицейская Toyota Corolla Altis

## Униформа
Униформа Королевской полиции Таиланда варьируется в зависимости от чина, региона и вида выполняемых обязанностей. Как правило она напоминает военную форму, а не обычную полицейскую.
Частью униформы можно считать правило в отношении стрижки, которое распространяется на мужчин, служащих в полиции. Им необходимо брить затылки и виски, оставляя короткие волосы сверху.

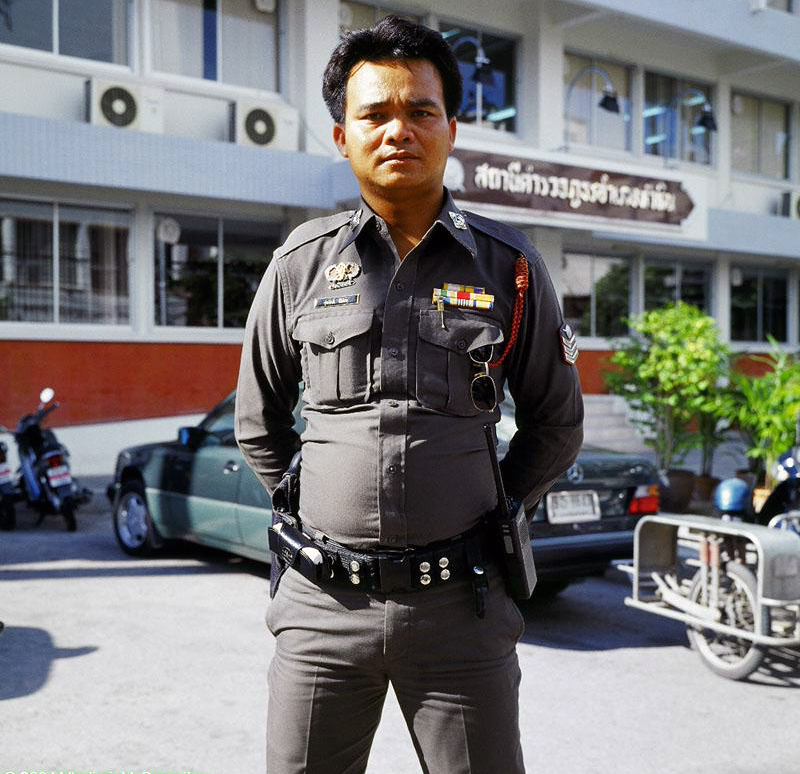
Форма офицера Королевской полиции
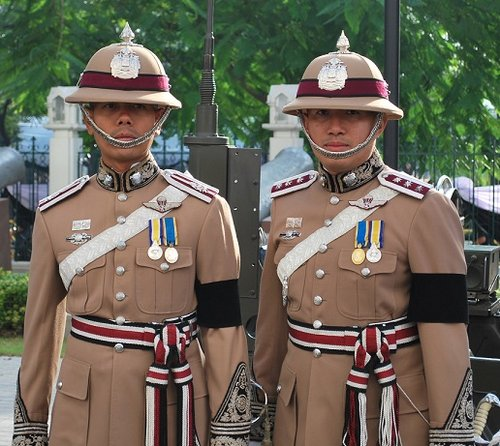
Форма командира подразделения

## Знаки различия

### Oфицеры
| Код НАТО          | OF-10       | OF-9            | OF-8                      | OF-7                  | OF-6                      | OF-5              | OF-4                 | OF-3          | OF-2            | OF-1              | OF-1                      | Student Officer   |  |
| ----------------- | ----------- | --------------- | ------------------------- | --------------------- | ------------------------- | ----------------- | -------------------- | ------------- | --------------- | ----------------- | ------------------------- | ----------------- |  |
|                   |             |                 |                           |                       |                           |                   |                      |               |                 |                   |                           |                   |  |
| Звание на тайском |             | พลตำรวจเอก      | พลตำรวจโท                 | พลตำรวจตรี             | พลตำรวจจัตวา               | พันตำรวจเอก        | พันตำรวจโท            | พันตำรวจตรี     | ร้อยตำรวจเอก     | ร้อยตำรวจโท        | ร้อยตำรวจตรี                | นักเรียนนายร้อยตำรวจ |  |
| Аббревиатура      | -           | พล.ต.อ.         | พล.ต.ท.                   | พล.ต.ต.               | พล.ต.จ.                   | พ.ต.อ.            | พ.ต.ท.               | พ.ต.ต.        | ร.ต.อ.          | ร.ต.ท.            | ร.ต.ต.                    | นรต.              |  |
| Эквивалент        | Фельдмаршал | Генерал полиции | Генерал-лейтенант полиции | Генерал-майор полиции | Старший полковник полиции | Полковник полиции | Подполковник полиции | Майор полиции | Капитан полиции | Лейтенант полиции | Младший лейтенант полиции | Кадет             |  |
|                   |             |                 |                           |                       |                           |                   |                      |               |                 |                   |                           |                   |  |